# Robincola gregaria
Robincola gregaria är en svampart som beskrevs av Josef Velenovský 1947. Robincola gregaria ingår i släktet Robincola, ordningen disksvampar, klassen Leotiomycetes, divisionen sporsäcksvampar och riket svampar.   Inga underarter finns listade i Catalogue of Life.